# Еслямова, Самал Эльясовна
Сама́л Илья́совна Есля́мова (род. 1 сентября 1984, Петропавловск) — казахская киноактриса. Заслуженный деятель Казахстана (2018).

## Биография
В 2001 году Самал поступила на курс актерского мастерства, который был организован на базе художественного колледжа при поддержке Северо-Казахстанского областного казахского музыкально-драматического театра им. Сабита Муканова. На последнем году обучения, когда студентка готовила дипломный спектакль под руководством заслуженного деятеля Казахстана Оразали Акжаркын-Сарсенбека В 2011 году с отличием окончила актёрский факультет ГИТИС по специальности «Артист театра и кино». Ещё во время учёбы в ГИТИСе в 2008 году Еслямова сыграла в фильме Сергея Дворцевого «Тюльпан». На момент дебюта в кино ей было 19 лет.Съемки картины длились три года. Картина о жизни чабанов в казахской степи завоевала главный приз конкурса «Особый взгляд» Каннского кинофестиваля и ещё 9 Гран-При международных кинофестивалей по всему миру.
В мае 2018 года на 71-м Каннском кинофестивале Еслямова получила приз в номинации «Лучшая женская роль» во втором фильме Дворцевого «Айка». Актриса сыграла мигрантку из Кыргызстана, которая вынуждена оставить своего ребенка в роддоме. Съёмки фильма продолжались шесть лет. По просьбе режиссера Дворцевого во время съемок в «Айка» Самал Еслямова больше нигде не снималась.
Бывший шымкентец Дворцевой сказал: «В 2012 году 200 мигранток в Москве отказались от своих родившихся детей по причине бедственного положения. Тема мигрантов сегодня актуальна во всём мире. Фильм „Айка“ — это шесть дней из жизни киргизской мигрантки в Москве. Глубокая психологическая драма. 99 % кинополотна принадлежит главной героине. Сказка, а не роль».
По словам отца Еслямовой, она никогда не хотела стать актрисой, а мечтала быть журналисткой. Еслямова является первой актрисой на постсоветском пространстве, получившей приз Каннского кинофестиваля за лучшую женскую роль.
В декабре 2018 Еслямовой было присвоено звание «Заслуженный деятель Казахстана».
В марте 2019 получила приз от Asian Film Awards Academy как лучшая актриса Азии за роль в картине «Айка»
2020 году стала обладательницей премии «Ника» Российской академии кинематографических искусств в номинации «Лучшая женская роль».
С 2021 года в перерывах между съемками в кино актриса выступает на сцене музыкального театра юного зрителя (Астана), играет в спектаклях «Дуние-Гапыл» — Римма и «Абай — Тогжан» — Ұлжан.
2023 году в независимом театре «ŞAM»(основанный 2022 году) с участием Самал Еслямовой состоялась премьера спектакля «Иранская конференция».
2024 году в независимом театре «ŞAM» Самал Еслямова в драме «Conference» играла героиню по имени Эмма Шмидт-Паулсен.
2024 году получила российскую кинопремию «Белый слон» за лучшую женскую роль второго плана в фильме «Папа умер в субботу»

## Фильмография
- 2008 — «Тюльпан» — Самал
- 2018 — «Айка» — Айка
- 2019 — «Конокрады. Дороги времени» — Айгуль
- 2020 — «Три» — Дина Садыкова
- 2021 — «Райцентр» — Рита[3]
- 2022 — «Бесконечность» (сериал)[3] — Ирина
- 2024 — Папа умер в субботу (Россия)(драма)[18][19]
- 2025[20] — «Капитан Байтасов»[21][22][23][20]
- 2026 — «Бесконечность 2» — Ирина Николаевна

## Награды
- 2019 — Государственная стипендия в области культуры.[3]
- 2018 — Народный любимец года в номинации «Прорыв года».[3]
- 2021 — «Мәдениет саласының үздігі»[4][24]
- 2024 — (23 октября) — Орден «Курмет».[25]